# 保祿六世大廳
保祿六世大廳（義大利語：Aula Paolo VI），又名宗座接見大廳（Aula delle udienze Pontificie）、內爾維大廳（Aula Nervi），是一座服務梵蒂岡城的大型集會堂，主要做為教宗公開接見的場所，也可供召開會議及舉行音樂會之用。建於1971年，由教宗保祿六世委託義大利建築師P·L·內爾維設計，可容納12,000人。其位於聖伯多祿大殿南方，大部份建地位於義大利境內，享有治外法權。
大廳的舞台正面放置義大利藝術家珀瑞克萊·法齊尼的巨型銅雕作品《復活》。2007年5月25日，羅馬教廷宣布在大廳屋頂安裝1,000塊太陽能電池板，以滿足大廳全年的照明和空氣調節需要。